# Ocinebrina inordinata
Ocinebrina inordinata is een slakkensoort uit de familie van de Muricidae. De wetenschappelijke naam van de soort is voor het eerst geldig gepubliceerd in 1994 door Houart & Abreu.